# Marcos Figueroa
Marcos Daniel Figueroa (Rosario, 18 gennaio 1990) è un calciatore argentino, attaccante del Desamparados.

## Caratteristiche tecniche
È un centravanti.

## Carriera
Cresciuto nelle giovanili del Rosario Central, ha esordito il 16 maggio 2010 in occasione del match pareggiato 0-0 contro il Vélez Sarsfield.